# أحمد زكي باشا
أحمد زكي بن إبراهيم بن عبد الله النجار (1284 ه‍ / 1867م- 21 ربيع الأول 1353 هـ / 5 يوليو 1934م)، أحد أعيان النهضة الأدبية في مصر، ومن روّاد إحياء التراث العربي الإسلامي، واشتهر في عصره بلقب شيخ العروبة. بالإضافة لجهوده الكبيرة في إحياء التراث العربي ونشره عمل في الترجمة والتأليف والبحث، كما شارك في مؤتمرات المستشرقين وعمل بالجامعة المصرية. يعد أول من استخدم مصطلح تحقيق على أغلفة الكتب العربية. أدخل علامات الترقيم في العربية، وعمل على اختصار عدد حروف الطباعة العربية، كما أنشأ -بجهده وماله الخاص- مكتبة كانت من كبريات المكتبات في المشرق الإسلامي. وقد تأثر أحمد زكي باشا بحركات ثلاث سبقته؛ النهضة التي حمل لوائها رفاعة رافع الطهطاوي في مجال الترجمة، ونقل الآثار الأدبية والفكرية من اللغة الفرنسية إلى اللغة العربية، والنهضة التي قادها السيد جمال الدين الأفغاني في تحرير الفكر والإيمان بالشرق، والنهضة التي تصدر لها محمد عبده في تحرير الأسلوب العربي من التقليد، وتوجيه الكتابة إلى المضمون والهدف دون الاعتماد على المقدمات والسجع والزخارف أو المحسنات اللفظية.

## أعماله

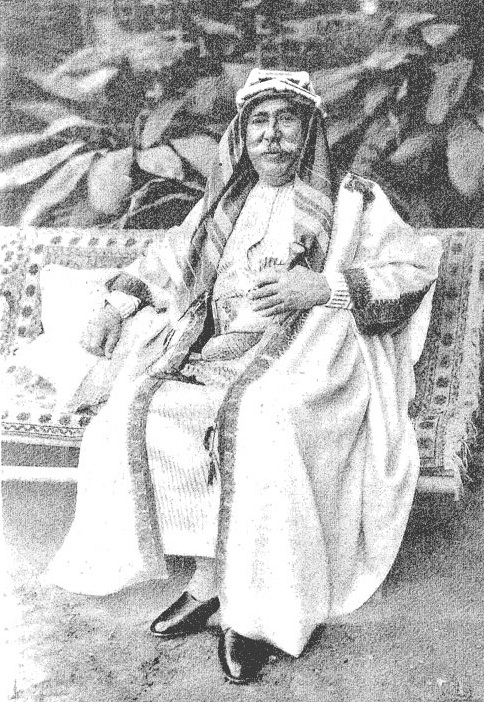
أحمد زكي باشا بالزي العربي

ولد بالإسكندرية وتلقى تعليمه بالقاهرة، وتخرج في مدرسة الإدارة (كلية الحقوق الآن) سنة 1887م. درس فن الترجمة وكان يجيد الفرنسيّة إجادة كبيرة فكان يكتب ويخطب بها، وكان يلم بالإنجليزية والإيطاليّة وله بعض المعرفة باللاتينيّة. وعمل مترجمًا في مجلس النظار (الوزراء)، وتدرج في المناصب حتى صار سكرتيرًا لمجلس النظار سنة 1330هـ/1911م، وظل في منصبه هذا حتى أحيل إلى التقاعد بعد عشر سنوات. بعد أن نال إجازة الحقوق عام 1887م، اتجه نشاطه إلى التحقيق والترجمة ساعده على ذلك أحواله المادية الجيدة فضلا عن اتصاله بدوائر الباحثين والمستشرقين في المجمع العلمي المصري والجمعية الجغرافية.
تقدم بمشروع لإحياء الأدب العربي إلى مجلس الوزراء، فأقره في جلسته التي ترأسها الخديوي عباس حلمي في 21 شوال 1328هـ/24 أكتوبر 1910م واعتمد مجلس الوزراء لهذا المشروع مبلغ 9,392 جنيهًا مصريًا - وهو مبلغ كبير في ذلك الوقت - تحت إشراف المجلس الأعلى لدار الكتب المصرية. في هذا المشروع تمت طباعة العديد من الكتب بتحقيق أحمد زكي، مثل: نكت الهميان في نكت العميان للصلاح الصفدي، والأصنام للكلبي، والأدب الصغير لابن المقفع، والتاج في أخلاق الملوك المنسوب للجاحظ، والجزء الأول من كتاب مسالك الأبصار في ممالك الأمصار للعمري.

## آثاره الأدبية
خلّف آثاراً علمية وأدبية كثيرة من مؤلفاته:
- السفر إلى المؤتمر، وهو وصف للرحلة التي قام بها أحمد زكي باشا سنة 1892 إلى أوروبا، بغرض حضور مؤتمر المستشرقين التاسع الذي عقد في لندن في الفترة من 5-12 سبتمبر. وقد استغرقت هذه الرحلة ستة أشهر، حيث غادر القاهرة يوم 14 أغسطس سنة 1892، وعاد إليها يوم 14 فبراير سنة 1893، وهي أول زيارة له لأوروبا، كما أنها كذلك أول فرصة تتاح لشخص مثله لزيارة أوروبا والمشاركة في أحد مؤتمرات المستشرقين. وتمكن أحمد زكي باشا خلال هذه الرحلة من زيارة أكثر من أربعين مدينة زيارة تدقيق وتحقيق، كما زار خلالها بعض هذه المدن مرتين، هي: روما وباريس ولندن ومدريد ولشبونة. وهي رحلة لم يتيسر حصولها لمصري من قبل. وذهب أحمد زكي باشا لحضور هذا المؤتمر ممثلاً لمصر بترشيح من الخديوي عباس حلمي الثاني، وكان يصاحبه لهذا الغرض أيضاً الشيخ محمد راشد، وتولى تنظيم رحلته شركة توماس كوك المعروفة، والتي أبدى إعجابه الشديد بتنظيمها المتقن لرحلته. وحضر المؤتمر كذلك من مصر كارل فولرس الألماني مدير الكتبخانة الخديوية في ذلك الوقت.
- أسرار الترجمة.
- قاموس الجغرافية القديمة.[5]
- موسوعات العلوم العربية.
- ذيل الأغاني.
- نتائج الأفهام في تقويم العرب قبل الإسلام.
- تاريخ المشرق.
- الدنيا في باريس.
- عجائب الأسفار في أعماق البحار.
- تاريخ المشرق.

يمكن توزيع أعمال أحمد زكي العلميّة على ثلاثة ميادين:
1. إحياء التراث العربي وتحقيق ونشر مخطوطات التراث
2. العناية بالآثار العربية والبحث عن القبور والمواقع المندثرة والدعوة لتكريم أصحابها.
3. تحقيق أسماء الأعلام والبلدان والوقائع والأحداث في مجال اللغة العربية والتاريخ والجغرافيا.[6]

وضع أحمد زكي باشا أيضا رسائل صغيرة في جوانب مهمة، يصل عددها لثلاثين رسالة، عالجت موضوعات متفرقة مثل: «اختراع البارود والمدافع وما قاله العرب في ذلك»، و«الطيران في الإسلام»، و«سراديب الخلفاء الفاطميين». كما أجرى بحوثًا بينت أن العرب هم أول من كشفوا منابع النيل، وأول من أثبتوا كروية الأرض قبل الأوربيين بثلاثة قرون، ونفى أن يكون رأس الحسين بن علي بن أبي طالب مدفونا في مصر، وأن يكون جوهر الصقلي والجبرتي مدفونين في الجامع الأزهر.

### مراحل حياته العلمية
لخّص أنور الجندي في كتابه أحمد زكى باشا الملقب بشيخ العروبة حياته العلمية لثلاث مراحل:
1. مرحلة جمع التراث العربي من مكتبات الآستانة وأوروبا والمشرق وتصويره فوتوغرافيا ومراجعته والتعليق عليه ونشره.
2. مراجعة هذا التراث ودراسته وتكوين خزانته الزكيّة والتعليق على ما بها من مؤلفات، وإعداد أضابير وجذاذات في مختلف فنون الأدب والتاريخ والجغرافيا، والاتصال بالباحثين ومراجعتهم.
3. المرحلة الأخير تبدأ بعد إحالته للتقاعد سنة1921 وحتى وفاته، وهي من أخصب فترات حياته، حيث نشر عشرات المقالات والأبحاث وتوسّع في صلاته بزعماء العالم العربي وتوسّط في الخلاف بين العرب واليهود بشأن حائط البراق.

## حروف الطباعة
من أهم ما قام به زكي باشا اختصاره حروف الطباعة العربية من 905 أشكال إلى 132 شكلا و 46 علامة، وذلك بعد أن أجرى بنفسه تجارب يومية في مطبعة بولاق في عملية استغرقت ثلاثة أشهر.[بحاجة لمصدر]

## علامات الترقيم
كان وزير المعارف أحمد حشمت في ذلك الوقت قد طلب من أحمد زكي باشا أن إدخال علامات الترقيم على العربية ووضع أسسها وقواعدها، فوقف على ما وضعه علماء الغرب في هذا الشأن، واصطلح على تسمية هذا العمل بالترقيم؛ لأن هذه المادة تدل على العلامات والإشارات والنقوش التي توضع في الكتابة. وقد أتم عمله هذا في رسالة بعنوان الترقيم وعلاماته باللغة العربية، طبعت سنة 1331هـ/1911م وقد حققها العلامة عبد الفتاح أبو غدة.
يقول أحمد زكي عن سبب نقله علامات الترقيم للعربية:
| ” | دلت المشاهدة وعززها الاختبار على أن السامع والقارئ يكونان على الدوام في أشد الاحتياج إلى نبرات خاصة في الصوت أو رموز مرقومة في الكتابة يحصل بها تسهيل الفهم والإدراك. | “ |

وعلامات الترقيم التي نقلها أحمد زكي باشا بلفظها ورسمها:
- الشولة (الفاصلة)،
- الشولة المنقوطة؛
- النقطة.
- علامة الاستفهام ؟
- علامة الانفعال أو التعجب !
- النقطتان:
- نقط الحذف والاختصار …
- الشرطة __
- التضبيب "..."
- القوسان ()

## الخزانة الزكية
مقالة رئيسية: الخزانة الزكية
كوّن أحمد زكي باشا مكتبة علمية كبيرة، ساعده في ذلك وظيفته المرموقة في الحكومة، ورحلاته المتعددة، وبذله المال للحصول على كتب ومخطوطات. بدأ في تجميع كتب مكتبته وهو طالب مدرسي مما كان يشتريه من المكتبات المختلفة، ثم اشترى مكتبات علي باشا إبراهيم، والشيخ رضوان العفش، وحسين باشا حسني، بالإضافة إلى ما اقتناه في أثناء رحلاته إلى أوروبا والآستانة، واستطاع في إحدى رحلاته إليها أن يزور مكتبة سراي طوب قبو، وكانت مغلقة في وجه أي زائر لقرون عديدة، وأن يبقى بها أربعة أشهر كاملة نسخ منها عددًا من الذخائر العربية. ولعل أبرز من مضى في هذا الاتجاه، أحمد تيمور باشا من مصر والشيخ طاهر الجزائري من دمشق ومحمد كرد علي من دمشق والأب انستاس ماري الكرملي بغداد، وهذا الأخير كانت له مكاتبات مع شيخ العروبة جمعت في كتاب رسائل الرافعي. وقد تفوق أحمد زكي باشا على جميع من ذكرنا في هذا المجال، أي نشر التراث والتنقيب عنه في مكتبات الشرق والغرب. وإذا كان معاصره تيمور باشا يملك أربعة آلاف فدان من أجود الأراضي الزراعية في مصر مما كان يعينه على دفع أي مبلغ يتطلبه الحصول على أي كتاب مهما ارتفع ثمنه، فإن أحمد زكي باشا كان أقل ثروة، غير أنه كان أبعد يدا وأكثر جرأة في السفر والترحال والبحث، واسع الحيلة في الحصول على الكتب والمخطوطات وقد ساعده على ذلك أيضا، ظروف حياته الخاصة فلم ينشغل بولد، هذا إلى جانب وظيفته في مجلس النظار التي مكنت له فرصة السفر، وفوق ذلك كله اتصاله بدوائر الباحثين والمستشرقين في المجمع العلمي المصري والجمعية الجغرافية.

## كتب ودراسات عنه
أحمد زكي الملقب بشيخ العروبة: حياته، آراؤه، آثاره، أنور الجندي، سلسلة أعلام العرب، وزارة الثقافة والإرشاد القومي، مصر، 1964م.

## الأنشطة العلمية
بسبب اهتماماته الواسعة ومنشوراته العديدة، أصبح زميلًا في المعهد العلمي المصري، والجمعية الجغرافية الملكية، والجمعية الملكية الآسيوية في لندن. عمل في المجالس الإدارية لكل من الأزهر والجامعة المصرية (التي اسمها الآن جامعة القاهرة)، كما شغل كرسي الحضارة الإسلامية لاحقًا. أخذ على عاتقه مبادرة وضع كلمات في اللغة العربية تعادل الألفاظ الدخيلة الأوروبية، مثل (سيارة)، كما نبّه الصحافة إلى الأصول العربية للعديد من أسماء الأماكن الإسبانية والبرتغالية التي تم نسخها بشكل غير دقيق إلى العربية. شارك في العديد من مؤتمرات المؤتمر الدولي للمستشرقين وكان يحظى باحترام الأوروبيين بسبب معرفته.

## الوحدة العربية
لقد كان قومياً مخلصًا، مصريًا من شبابه، فيما بعد قوميًا عربيًا وحتى قوميًا شرقيًا، وأصبح أحد مؤسسي وأول أمين عام الرابطة الشرقية. أصبح منزله في الجيزة، (بيت العروبة)، مكان التقاء للزائرين من الدول العربية الأخرى، حتى في بعض الأحيان موقعًا للتصالح بين الأمراء العرب الذين يتشاجرون، ومستودع للمفروشات العربية العتيقة، المجوهرات، الكتب والمخطوطات. وأيضاً بنى مسجدًا بالقرب من منزله، حيث دُفن. إنه كاتب استثنائي للمقالات والكتب القصيرة، ولم يعش طويلًا بما يكفي لإكمال ما كان سيصبح الإنجاز الذي سيتوج إنجازات مسيرته العلمية، وهو قاموس عربي على غرار قاموس لاروس الفرنسي. أعطى كتبه ومخطوطاته إلى دار الكتب.

## وفاته
توفاه الله في 2 يوليو 1934 إثر نزلة برد حادة.

## إرثه
علاوة على كل تلك الإنجازات العظيمة، فقد ترك لنا أحمد زكي باشا مكتبة عامرة بعدد ضخم بلغ أكثر من 18 ألف ما بين كتب ومؤلفات خاصة ومخطوطات ورسائل منافسًا في ذلك دار الكتب المصرية التي أنشأها علي مبارك باشا عام 1870م في عهد الخديوي إسماعيل، فقد تطلع من صباه أن يكون واحدًا من أصحاب المكتبات الضخمة وأعانه على ذلك مركزه ونفوذه الحكومي ورحلاته المتوالية واسترخاصه المال في سبيل الحصول على النسخ الفريدة والوحيدة من المخطوطات، وكان من أبرز ما حوتْه هذه المكتبة المجموعة الكاملة للمؤلفات للغة العربية باللغة السرية وكيفيتها عند العرب واستخراجها مجموعات من الخرائط والصور المجموعة من أيام العباسيين ومجموعة من الفرمانات الصادرة من الخلفاء العثمانيين باللغة التركية للحكومة المصرية ومجموعة من الكتب النادرة مثل 4 أجزاء لأبي القاسم علي ابن عساكر الدمشقي وعدد 4 أجزاء لمرآة الزمان لأبي الفرج عبد الرحمن بن أبي الحسن علي بن محمد القرشي المعروف باسم ابن الجوزي ونسخة من الجزء الرابع من تاريخ الجبرتي وغيرها. وقد توفي شيخ العروبة أحمد زكي باشا يوم 5 يوليو عام 1934م عن عمر يناهز 67 عاما بعد إصابته بنزلة برد شديدة أودت بحياته، تاركا لنا ثروة كبيرة من الآراء والأفكار والتصويبات والتحقيقات في مجال التاريخ والجغرافيا والأعلام والآثار واللغة العربية وأعمالًا كثيرة في مجال إحياء التراث العربي ونقله وتوثيقه وطبعه، ولذا فهو يعد من أكبر رموز مظاهر إحياء النهضة في العالم العربي.